# Medetera perplexa
Medetera perplexa är en tvåvingeart som först beskrevs av Becker 1917.  Medetera perplexa ingår i släktet Medetera och familjen styltflugor. Inga underarter finns listade i Catalogue of Life.